# Prosena (Roese)
Prosena (Bulgaars: Просена) is een dorp in Bulgarije. Het dorp is gelegen in de gemeente Roese in de oblast  Roese. Het dorp ligt 17 km ten zuidoosten van Roese en 264 km ten noordoosten van de hoofdstad Sofia. 

## Bevolking
Op 31 december 2020 telde het dorp Prosena 592 inwoners. Het aantal inwoners vertoont vele jaren een dalende trend: in 1946 had het dorp nog 1.272 inwoners.
| Bevolkingsontwikkeling tussen 1934 en 2020          |
| --------------------------------------------------- |
|                                                     |
| Bron: Nationaal Statistisch Instituut van Bulgarije |

In het dorp wonen grotendeels etnische Bulgaren, maar er is ook een grote minderheid van etnische Turken en Roma. In de optionele volkstelling van 2011 identificeerden 309 van de 471 ondervraagden zichzelf als etnische Bulgaren, oftewel 65,6% van alle ondervraagden. De overige ondervraagden noemden zichzelf vooral etnische Turken (97 personen - 20,6%) of Roma (62 personen - 13,2%).
| Etnische samenstelling van de respondenten (2011) | Etnische samenstelling van de respondenten (2011) | Etnische samenstelling van de respondenten (2011) | Etnische samenstelling van de respondenten (2011) | Etnische samenstelling van de respondenten (2011) |
| ------------------------------------------------- | ------------------------------------------------- | ------------------------------------------------- | ------------------------------------------------- | ------------------------------------------------- |
|                                                   |                                                   |                                                   |                                                   |                                                   |
| Bulgaren                                          | Bulgaren                                          |                                                   | 65,6%                                             | 65,6%                                             |
| Turken                                            | Turken                                            |                                                   | 20,6%                                             | 20,6%                                             |
| Roma                                              | Roma                                              |                                                   | 13,2%                                             | 13,2%                                             |
| Anders/Onbekend                                   | Anders/Onbekend                                   |                                                   | 0,6%                                              | 0,6%                                              |

Basarabovo · Bazan · Chotantsa · Dolno Ablanovo · Jastrebovo · Marten · Nikolovo · Novo Selo · Prosena · Roese · Sandrovo · Semerdzjievo · Tetovo · Tsjervena Voda